# Zaluzianskya mirabilis
Zaluzianskya mirabilis är en flenörtsväxtart som beskrevs av O.M. Hilliard. Zaluzianskya mirabilis ingår i släktet Zaluzianskya och familjen flenörtsväxter. Inga underarter finns listade i Catalogue of Life.